# Masjoan (Sant Pere de Vilamajor)
Masjoan o Mas Joan és una masia ramadera, propera a l'esglesiola de Santa Susanna, a 769 metres sobre el nivell del mar, al veïnat de Santa Susanna de Vilamajor, dins del massís del Montseny, al municipi de Sant Pere de Vilamajor (Vallès Oriental).

## La masia
Masjoan surt documentat el 1730. Ha estat ocupada de forma permanent. Actualment és un equipament del Parc Natural del Montseny. És d'arquitectura modesta. L'estructura original era de la família II, és a dir, planta baixa i pis de només dues crugies amb una coberta a dues aigües amb el carener perpendicular a la façana principal. Les parets són de càrrega de pedra pissarra. No té portals ni finestrals de pedra treballada.
A la festa de Santa Susanna, cada 11 d'agost, la masia solia convertir-se en fonda per un dia per acollir els visitants dels veïnats veïns que s'agrupaven per a celebrar l'aplec.

## La font
La font de Masjoan, situada sobre de la masia, té poc cabal d'aigua; tot i així, és un dels pocs punts d'aigua de la zona.